# Apolonia, Apolonia
Apolonia, Apolonia ist ein Dokumentarfilm aus dem Jahr 2022 unter der Regie von Lea Glob. Der Film erzählt die Coming-of-Age-Geschichte eines Mädchens, das im Laufe von 13 Jahren ihren Platz in der Kunstwelt findet. Er gewann den IDFA Award für den besten Film im internationalen Wettbewerb beim 35. Internationalen Dokumentarfilmfestival Amsterdam im November 2022. Zudem gehörte er zu den 15 Finalisten auf der Shortlist für den besten Dokumentarfilm für die 96. Oscarverleihung im Dezember 2024.

## Inhalt
Der Film folgt dem Werdegang von Apolonia Sokol, einer begabten Künstlerin, die 1988 in einem Pariser Untergrundtheater geboren wurde und in den 1990er Jahren in einer lebendigen französischen Kunstszene unter Bohémiens und Hippies aufwuchs. Mit 21 Jahren wurde sie an den Beaux-Arts de Paris aufgenommen. Lea Glob, eine dänische Filmemacherin, traf sie 2009 in Frankreich und war fasziniert von ihrem abenteuerlichen Leben.
Lea begleitete Apolonia über die Jahre hinweg (2009–2022) mit der Kamera, während diese versuchte, sich ihren Platz in der Kunstwelt zu erkämpfen und sich mit den Herausforderungen und Freuden des Frauseins auseinandersetzte – mit zwischenmenschlichen Beziehungen, der Akzeptanz ihres Körpers und dem Ausdruck ihrer Kreativität.
Nach dreizehn Jahren teilen die beiden Frauen noch immer ihre Einsichten über das Leben der jeweils anderen – in diesem Dokumentarfilm über Kunst, Liebe, Mutterschaft, Sexualität, Repräsentation und darüber, wie man als Frau in einer von Patriarchat, Kapitalismus und Krieg geprägten Welt überlebt, ohne die eigene Identität zu verlieren. Den Film durchzieht vor allem auch die Freundschaft zwischen Apolonia und Oksana Schatschko mit dem für Apolonia einschneidenden Freitod von Oksana 2018.

## Produktion und Veröffentlichung
Der Film ist eine dänisch-polnisch-französische Koproduktion. Produziert wurde der Film von Danish Documentary Production, HBO Max Central Europe und Staron Film. Gedreht wurde er in Kopenhagen, Paris, Szczecin, Istanbul und Rom. Die Musik komponierte der mehrfach ausgezeichnete dänische Filmkomponist
Jonas Struck, es spielt das Szczecin Philharmonic Symphony Orchestra unter der Leitung von Norbert Twoczynski.
Der Film feierte seine Weltpremiere am 10. November 2022 im Rahmen des 35. Internationalen Dokumentarfilmfestivals Amsterdam (IDFA) im internationalen Wettbewerb, wo er mit dem IDFA Award für den besten Film ausgezeichnet wurde.
Am 23. März 2023 kam der Film in die dänischen Kinos.
Im März 2023 wurde der Film beim Thessaloniki Dokumentarfilmfestival in der ersten Woche gezeigt. Am 19. März 2023 lief er im Wettbewerb für internationale Dokumentarfilme beim Sofia International Film Festival.
Beim 47. Hong Kong International Film Festival trat der Film im April 2023 im Wettbewerb um den besten Dokumentarfilm an und gewann den Firebird Award. Im Mai 2023 wurde er auf dem DOK.fest München gezeigt.
Seine Nordamerika-Premiere feierte der Film am 8. Juni 2023 im Rahmen des Tribeca Film Festival in der Sektion Viewpoints.
Am 6. Oktober 2023 wurde der Film außerdem beim BFI London Film Festival 2023 in der Sektion Strand unter dem Thema „Create“ gezeigt.
Im Januar 2024 wurden die nordamerikanischen Rechte am Film von Grasshopper Film und DOCUMENTARY+ erworben. Der Film wurde am 12. Januar 2024 im DCTV’s Firehouse Cinema in New York veröffentlicht und parallel auch auf der Streaming-Plattform DOCUMENTARY+.
In die französischen Kinos kam der Film am 27. März 2024.

## Kritiken
Auf der Bewertungsplattform Rotten Tomatoes hat der Film eine Zustimmungsrate von 88 % basierend auf 25 Kritiken, mit einer durchschnittlichen Bewertung von 7,1/10. Bei Metacritic erreichte der Film eine gewichtete Durchschnittswertung von 77 von 100 auf Grundlage von 8 Kritiken, was auf „generell positive Kritiken“ hinweist.
Guy Lodge schrieb in seiner Kritik für Variety beim IDFA-Wettbewerb:
„Sokols Gemälde – leicht verzerrte, großformatige Porträts menschlicher Figuren in unheimlichen Ruhephasen – sind eindrucksvoll, aber nie ganz so faszinierend wie ihre rastlose, ständig an sich zweifelnde Schöpferin.“
Marta Bałaga schrieb in Cineuropa:
„Glob kann den Blick nicht von dieser Frau abwenden – egal ob sie feiert, zusammenbricht oder sich den Pony schneidet – und dieses Gefühl ist schlichtweg ansteckend.“
Lovia Gyarkye bezeichnete den Film im Hollywood Reporter als
„Eine aufrichtige Reflexion über eine unruhige künstlerische Reise.“
In ihrem Fazit schrieb sie:
„Apolonia ist nicht länger nur ein Subjekt, sondern eine Vertraute – sie hat nicht nur Glob, sondern auch uns in ihren Bann gezogen.“
Neil Young von Screen International sah in dem Film
„Ein fesselnd intimes Porträt einer jungen Künstlerin über den transformativen Zeitraum von 13 Jahren.“

## Auszeichnungen (Auswahl)
| Auszeichnung                              | Datum      | Kategorie                            | Nominiert                              | Ergebnis  | Zitat  |
| ----------------------------------------- | ---------- | ------------------------------------ | -------------------------------------- | --------- | ------ |
| IDFA                                      | 17.11.2022 | Bester Film                          | Apolonia, Apolonia                     | gewonnen  | [ 24 ] |
| Göteborg International Film Festival      | 05.02.2023 | Dragon Award Best Nordic Documentary | Apolonia, Apolonia                     | gewonnen  | [ 25 ] |
| Sofia International Film Festival         | 25.03.2023 | Bester Dokumentarfilm                | Apolonia, Apolonia                     | gewonnen  | [ 11 ] |
| CPH:DOX                                   | 26.03.2023 | Politiken DOX-Award                  | Apolonia, Apolonia                     | gewonnen  | [ 26 ] |
| Eine Welt Film Festival                   | 31.03.2023 | Bester Film                          | Apolonia, Apolonia                     | gewonnen  | [ 27 ] |
| 47. Hong Kong International Film Festival | 09.04.2023 | Firebird Award                       | Apolonia, Apolonia                     | gewonnen  | [ 28 ] |
| Millennium Docs Against Gravity           | 01.06.2023 | Grand Prix – Bank Millennium Award   | Apolonia, Apolonia                     | gewonnen  | [ 29 ] |
| Gotham Awards 2023                        | 27.11.2023 | Bester Dokumentarfilm                | Apolonia, Apolonia                     | nominiert | [ 30 ] |
| Europäischer Filmpreis 2023               | 09.12.2023 | Bester Dokumentarfilm                | Apolonia, Apolonia                     | nominiert | [ 31 ] |
| International Documentary Association     | 12.12.2023 | Bester Dokumentarfilm                | Apolonia, Apolonia                     | nominiert | [ 32 ] |
| International Documentary Association     | 12.12.2023 | Beste Regie                          | Lea Glob                               | nominiert | [ 32 ] |
| International Documentary Association     | 12.12.2023 | Bester Schnitt                       | Andreas Bøggild Monies, Thor Ochsner   | nominiert | [ 32 ] |
| International Documentary Association     | 12.12.2023 | Bestes Drehbuch                      | Lea Glob, Andreas Bøggild Monies       | nominiert | [ 32 ] |
| Robert-Preis                              | 03.02.2024 | Bester Dokumentarfilm                | Apolonia, Apolonia                     | gewonnen  | [ 33 ] |
| Robert-Preis                              | 03.02.2024 | Bester Schnitt                       | Andreas Bøggild Monies, Thor Ochsner   | gewonnen  | [ 33 ] |
| Robert-Preis                              | 03.02.2024 | Beste Filmmusik                      | Jonas Struck                           | gewonnen  | [ 33 ] |
| Robert-Preis                              | 03.02.2024 | Beste Regie                          | Lea Glob                               | gewonnen  | [ 33 ] |
| Robert-Preis                              | 03.02.2024 | Bester Ton                           | Anna Zarnecka-Wójcik, Jacques Pedersen | gewonnen  | [ 33 ] |